# Ái Nghĩa
Ái Nghĩa is een thị trấn en tevens de hoofdplaats in het district Đại Lộc, een van de districten in de Vietnamese provincie Quảng Nam.
De Vu Gia stroomt door Ái Nghĩa. Ái Nghĩa ligt in het oosten van de huyện. De oppervlakte van Ái Nghĩa bedraagt 12,3 km². Ái Nghĩa heeft volgens een telling in 2009 18.228 inwoners.
Een belangrijke verkeersader is de Quốc Lộ 14b.